# Xenophora longleyi
Xenophora longleyi är en snäckart som beskrevs av Bartsch 1931. Xenophora longleyi ingår i släktet Xenophora och familjen Xenophoridae. Inga underarter finns listade i Catalogue of Life.